# 龍帥の翼 史記・留侯世家異伝
『龍帥の翼 史記・留侯世家異伝』（りゅうすいのつばさ しき りゅうこうせいかいでん）は川原正敏による日本の歴史漫画。『月刊少年マガジン』（講談社）にて、2016年4月号から2023年1月号まで連載された。張良を主人公とし、張良の視点から項羽と劉邦を描く。

## 制作
連載前となる『月刊少年マガジン』2016年3月号に、連載にあたっての川原のインタビューが掲載された。学生時代に司馬遼太郎の『項羽と劉邦』を買って読んで以来、漫画の題材にしたかったと川原はインタビューで答えている。
本作における人名、表記は『史記』の記述を基本としており、「鉄槌」も「鐵槌」と旧字で記述されている。ただし、「項羽」「劉邦」のように表記が一般的に広まっていると考えられる場合は慣例に従う（『史記』では「羽」が旧字であり、劉邦の「邦」は『史記』に記載が無い）ことが、コミックス5巻の著者あとがきで記されている。
安田峰俊は本作について、時代考証が正確であることを挙げている。中国古代史が専門で博士課程まで行った安田の友人によれば、作中に登場する小物、登場人物の動作は裏付けが取られており、秦軍の鎧デザインも近い時代を描いている漫画『キングダム』（原泰久）よりも正確とのこと。ただし、「盾の裏側に角材が使われているように描かれているが、この時代に角材はなかったかもしれない」、「馬車の縦幅が、中国の戦国時代から出土した壺に描かれた馬車と比べて長い」というような不正確な点もあるが、こういった点を除いては明らかな誤りは少ないとのこと。また、日本の歴史漫画は吉川英治や司馬遼太郎の小説のストーリーを基本にしている作品も多いが、本作は正史である『史記』の「留侯世家」を基本として、大胆なアレンジを加えている。
時系列的に本作は『キングダム』後、秦の中国統一以降を描いており、史実上の人物の去就について本作がネタバレになるのではないかと心配するむきがある。

## あらすじ
秦の始皇帝が中国を統一してから2年が経った紀元前219年。故国である韓を滅ぼされた張良は、始皇帝を討つという目的のため、東方の蛮地・滄海の村を訪れ、その途中で1人の赤子を拾い、黄石と名付けた。村に唯一残っていた若い男である窮奇の協力を得ると、張良は巡遊中の始皇帝を博浪沙で暗殺しようとするが失敗。辛くも始皇帝の追手から逃れる。
張良らは偽名を使い、下邳に潜伏。侠客として配下となる者を増やしていた。始皇帝は病に倒れ、秦帝国は謀をもって胡亥を二代皇帝に建てた李斯と趙高が専横するようになり、国は乱れていった。陳勝・呉広の乱が起きるが、反乱の規模が大きすぎ、また頭目の器が小さいことを理由に、張良は動かなかった。項羽が叔父の項梁と共に乱を起こしたことも張良の耳には入っていたが、こちらは下邳から遠すぎる。黄石の言に従い、西へと向かう途中で、敗走中の劉邦率いる軍と出会う。黄石が劉邦の器を「愚かな龍」と見抜いたこともあり、張良は劉邦の下に就くことを決意する。弱兵ぞろいの劉邦軍を精鋭にするため、張良は窮奇と樊噲を争わせ、窮奇にわざと倒れさせて樊噲を勇将として兵たちの士気を上げた。（以上、2巻まで）

## 主な登場人物
実在の人物についてはCategory:楚漢戦争の人物も参照のこと。
張良
実在の人物。本作では張家一門の庶流の生まれであり、宗家先代当主である義父の死後、宗家の養子になったとされる。
体力はないが、実際の年齢よりは若く見え、本人の弁では（かなり独自にアレンジされた）導引法（内丹術）の賜物とのこと。
よく知られる黄石公の逸話は、本作では張良自身がねつ造した話であり、後に伝説、史実として扱われるようになったとされている。
張良には張不疑、張辟彊の2人の子がいるが、張不疑は項羽と虞美人の子、張辟彊は張良と黄石の子という設定になっている。
黄石
素性不明の幼女。張良に拾われ、その元で育つ。一目で相手の本質を見抜き、一言で評する才を持つが、項羽だけはわからなかった。劉邦にはことのほか可愛がられ、ゆえに劉邦の振幅の大きな人間性を巧みにコントロールできている。
窮奇
四凶の1つである「窮奇」を名乗る。滄海（そうかい）の一族の唯一の生き残り（他は老人と女性のみ）。大柄で膂力にも優れ、重さ120斤（約30kg）の鉄槌を片手で操ることもできる。のみならず武芸・格闘技の技量も卓越した怪物だが、一貫して張良と黄石の護衛、または刺客という立場を超えて活動することはない。博浪沙で鉄槌を投げ狙った通りの車に命中させることができたものの、情報の誤りの（または始皇帝が偽情報を流していた）ために暗殺に失敗する。
劉邦
中年のオヤジ。
黄石には「愚（ばか）」「でも龍」と評される。無能で尊大だが、一度信じた相手には任せる器量を持つ。
蕭何
糧食や馬の確保、輸送などに携わる。
樊噲
項羽
楚の若き猛将。徒手で窮奇と互角以上に渡り合えるほどの武の化身と言うべき存在であり、それ故に力の信奉者で極めて尊大。弱いものを蔑視するが、黄石には気さくで寛容な態度を取る。
項伯
項羽の伯父にあたる。人を殺したかどで追われていたところを下邳潜伏中の張良に匿われる。
黄石の見立ては「大丈夫（だいじょうふ）」。
英布（黥布）
顔に黥（刺青の意）を入れられた男。その容貌と、「黥」が「英」と韻を踏むことから「黥布」とも呼ばれている。
韓信
初登場時は、楚軍の執戟（警護兵）。黄石の評は「国士無双」。
「股くぐり」のエピソードは張良にも知られていた。
范増
登場時で既に老人と呼べる年齢。項羽からは「亜父」と呼ばれ、信頼を置かれている。
張良の見立てでは、秦の打倒などには興味はなく、己の奇策（策謀）をもって歴史に名を遺すことが目的。
懐王
滅んだ楚の懐王の孫（本作では孫としているが、注釈で玄孫の可能性も説明されている）。羊飼いとして暮らしていたが、范増を項梁が容れたことで、楚王に即位させられた。
韓成
滅んだ韓の公子。張良によって再興する韓の王となる。自身でも認めるくらい武はなく、乗馬も危ういが、涙もろく韓の旧臣らを思う心は篤い。
酈食其
儒者、説客。陳留の県令を説得することを劉邦に申し出て、これを実行したことで、弟の酈商ともども劉邦の配下となる。その後、劉邦に求められて酈食其は策を献じるが、これは失策となり、劉邦からは「軍帥ではなく説客。使い方を誤った」と評される。
姫信
再興した韓の武将。大柄なため、窮奇が行ったことの内のいくつかは姫信が行ったことになっている。
本名は「韓信」であるが楚軍に上記のように同名の者がいるため、祖姓の「姫」を名乗っている。
虞美人
項羽の愛妾。外見は黄石に似る。
本作では項羽の子を宿していたこともあり、自死はせず項伯の伝手で張良に匿われて生涯を終える。

## 書誌情報
- 川原正敏 『龍帥の翼 史記・留侯世家異伝』 講談社〈講談社コミックス月刊マガジン〉、全25巻
  1. 2016年9月16日発売[7]、ISBN 978-4-06-392545-6
  2. 2016年10月17日発売[8]、ISBN 978-4-06-392551-7
  3. 2017年1月17日発売[9]、ISBN 978-4-06-392562-3
  4. 2017年4月17日発売[10]、ISBN 978-4-06-392577-7
  5. 2017年7月14日発売[11]、ISBN 978-4-06-392592-0
  6. 2017年10月17日発売[12]、ISBN 978-4-06-392607-1
  7. 2018年1月17日発売[13]、ISBN 978-4-06-510748-5
  8. 2018年4月17日発売[14]、ISBN 978-4-06-511195-6
  9. 2018年7月17日発売[15]、ISBN 978-4-06-512212-9
  10. 2018年10月17日発売[16]、ISBN 978-4-06-513200-5
  11. 2019年1月17日発売[17]、ISBN 978-4-06-514302-5
  12. 2019年4月17日発売[18]、ISBN 978-4-06-515178-5
  13. 2019年8月16日発売[19]、ISBN 978-4-06-516828-8
  14. 2020年2月17日発売[20]、ISBN 978-4-06-518584-1
  15. 2020年5月15日発売[21]、ISBN 978-4-06-519427-0
  16. 2020年8月17日発売[22]、ISBN 978-4-06-520615-7
  17. 2020年11月17日発売[23]、ISBN 978-4-06-521494-7
  18. 2021年2月17日発売[24]、ISBN 978-4-06-522366-6
  19. 2021年5月17日発売[25]、ISBN 978-4-06-522963-7
  20. 2021年8月17日発売[26]、ISBN 978-4-06-524378-7
  21. 2021年11月17日発売[27]、ISBN 978-4-06-525952-8
  22. 2022年2月17日発売[28]、ISBN 978-4-06-526936-7
  23. 2022年8月17日発売[29]、ISBN 978-4-06-527747-8
  24. 2022年11月16日発売[30]、ISBN 978-4-06-529969-2
  25. 2023年2月16日発売[31]、ISBN 978-4-06-530459-4